# ولک ژرنوسکی
ولک ژرنوسکی (به چکی: Velké Žernoseky) یک منطقهٔ مسکونی در جمهوری چک است که در Litoměřice District واقع شده‌است.

## خصوصیات
ولک ژرنوسکی ۲٫۹۶ کیلومترمربع مساحت و ۴۸۸ نفر جمعیت دارد و ۱۵۱ متر بالاتر از سطح دریا واقع شده‌است.